# SN 2007cw
SN 2007cw – supernowa typu Ia odkryta 26 marca 2007 roku w galaktyce A143807-0835. W momencie odkrycia miała maksymalną jasność 19,10m.